# Hotsound Records
Hotsound Records — нидерландский лейбл студии звукозаписи, основанный в 1981 году Эриком ван Флитом (Erik van Vliet) в Роттердаме, Нидерланды. Лейбл создавался Эриком для выпуска собственной продукции. После выхода первых альбомов проекта Laserdance, последовали другие проекты, такие как Syntech, Cyber People, Sisley Ferre, Kim Taylor, Primero и многие другие, лейбл стал узнаваемым во всём мире. И до сих пор выпускает компакт-диски, т.к. многие лучшие альбомы с песнями никогда раньше не выпускались на CD-дисках.

## Сублейблы
- Stealth Records[7]
- Food For Woofers[8]
- Haunted House Records[9]
- Hotsound USA Productions[10]

## Список исполнителей записанных на студии
Эрик ван Флит стал владельцем или основателем таких проектов, как Hotsound, Planet Hotsound, Hot Music, Stealth Records, The Haunted House, Dor Music, Food For Woofers. Space Traxx, Techno Grooves, Trance Mission.
А так же владельцем коммерческих лицензий на хиты исполнителей занимающих высокие рейтинги, таких как Speedy J: Jochem Paap, KA-22: Koen Groeneveld & Addy van der Zwan, Deborah Wilson, SOUP: 
Lucien Foort, TFX: Rene van der Wouden, Greyhouse: Marcel Hol, 
Exposure: Maurits Paardekooper, HEX, Ralphie Dee, Trilithon: Huib Schippers, Donna Huntley (Company B), Quinten de Rozario и многих других исполнителей и диджеев внёсших свой вклад в историю музыки под этим лейблом.